# Rhipidia sprucei
Rhipidia sprucei är en tvåvingeart som först beskrevs av Alexander 1943.  Rhipidia sprucei ingår i släktet Rhipidia och familjen småharkrankar.
Artens utbredningsområde är Ecuador. Inga underarter finns listade i Catalogue of Life.